# Abudefduf sordidus
Abudefduf sordidus is een  straalvinnige vissensoort uit de familie van rifbaarzen of koraaljuffertjes (Pomacentridae). De wetenschappelijke naam van de soort is voor het eerst geldig gepubliceerd in 1775 door Forsskål.